# 212 (restaurant)
212 is een restaurant in Amsterdam van chef-koks Richard van Oostenbrugge en Thomas Groot. De eetgelegenheid heeft sinds 29 maart 2021 twee Michelinsterren.

## Locatie
Het restaurant is gevestigd in het centrum van Amsterdam, op de hoek van de Amstel en de Herengracht, schuin tegenover de Hermitage en het Stopera. De naam van het restaurant is afgeleid van het huisnummer van de eetgelegenheid.

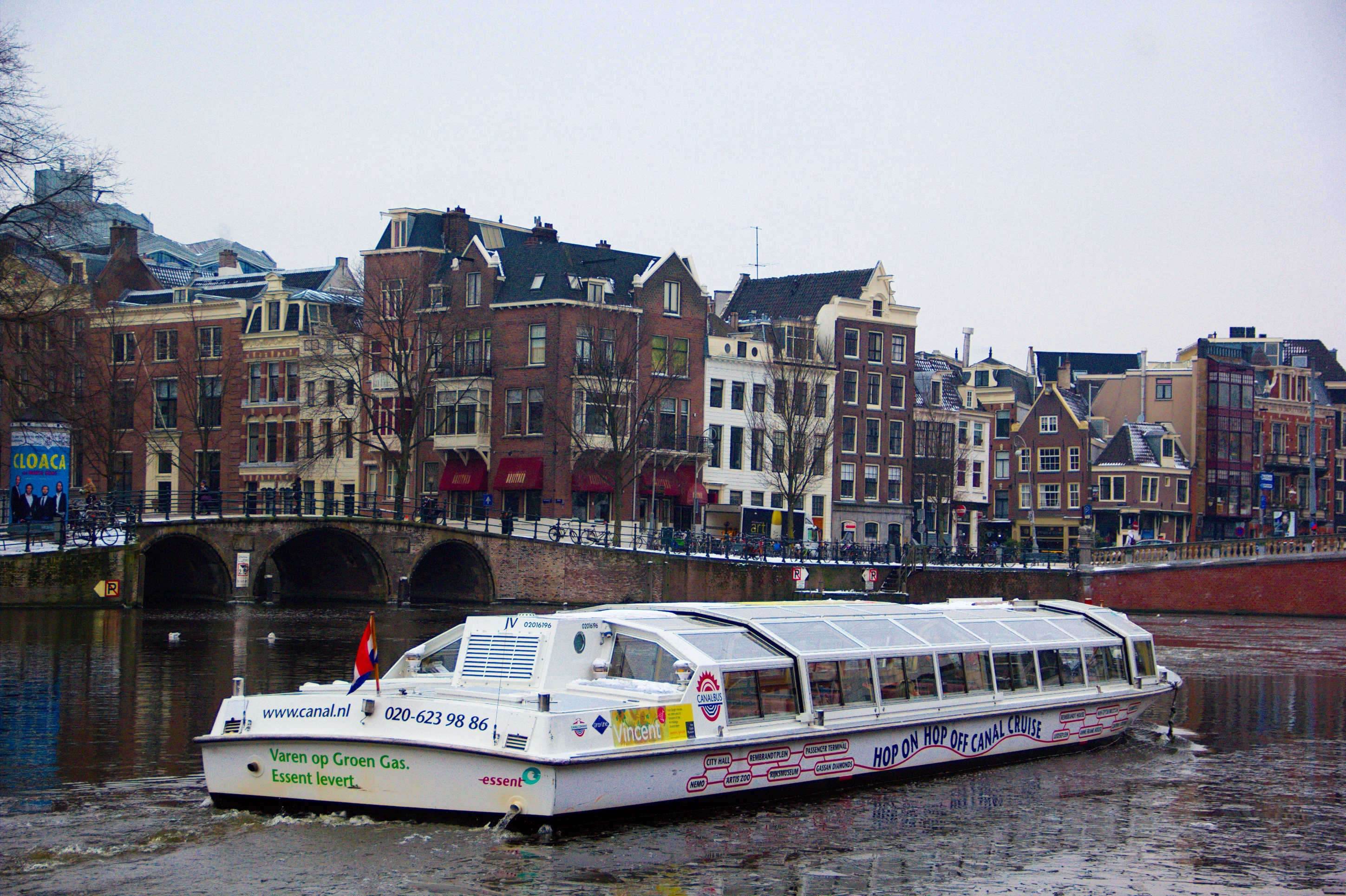
Het hoekpand waar restaurant 212 is gevestigd in 2013.

## Geschiedenis

### Beginjaren
Op 8 januari 2018 openen chef-koks Richard van Oostenbrugge en Thomas Groot hun eigen restaurant 212 in Amsterdam. Beiden werkten voorheen samen in de keuken van het met twee Michelinsterren onderscheiden restaurant Bord'Eau. Van Oostenbrugge was de chef-kok van het de eetgelegenheid en Thomas Groot zijn souschef.
Het idee voor de inrichting van het restaurant is om 22 tot 24 gasten alles mee te laten krijgen van wat er gebeurt. Daarom staat er middenin het restaurant een grote open keuken en dineren de gasten daaromheen aan een bar. De echtgenote van Van Oostenbrugge: Daphne Oudshoorn is de sommelier van 212.

### Erkenning
Tijdens de uitreiking van de Michelingids voor 2019 ontving 212 een Michelinster. Restaurant 212 werd in 2025 onderscheiden met 18,5 van de 20 punten in de Franse GaultMillau-gids. Op 29 maart 2021 kreeg de eetgelegenheid een tweede Michelinster van de Franse bandenfabrikant.
De zaak hoort volgens de Nederlandse culinaire gids Lekker sinds de opening al bij de beste 100 restaurants van Nederland. Ze kwamen binnen op plaats 57 en gingen daarna naar de 20ste plaats. Sinds 2022 horen ze tot de top 10 van beste eetgelegenheden van het land, met in 2025 de notering op de zevende plaats.

### Brand
Op 5 maart 2022 is er door kortsluiting brand uitgebroken in de eetgelegenheid. De brand woedde voornamelijk in de wijnkelder, waarbij volgens de eigenaren 700 exclusieve wijnen zijn gesneuveld. De zaak heropende op 9 november 2022.

### Andere restaurants
De eigenaren van 212 hebben meerdere restaurants, waaronder Table 65, vernoemd naar het landnummer. De eetgelegenheid opende op 31 december 2018 en werd in 2019 onderscheiden met een Michelinster. De andere zaken zijn overwegend gevestigd in Amsterdam. In juni 2021 opende zij De Juwelier, dat een Franse keuken voert en een jaar later werd onderscheiden met een Michelinster. Visrestaurant Bistro de la Mer opende in maart 2022 en is ook onderscheiden met een ster.